# Lissonota sexcincta
Lissonota sexcincta är en stekelart som först beskrevs av William Harris Ashmead 1890.  Lissonota sexcincta ingår i släktet Lissonota och familjen brokparasitsteklar.

## Underarter
Arten delas in i följande underarter:
- L. s. recurvariae
- L. s. fucata